# Seattle Sounders FC
Seattle Sounders FC – amerykański klub piłkarski z siedzibą w Seattle. Obecnie występuje w Major League Soccer. Seattle Sounders są trzecią drużyną w Stanach Zjednoczonych, która używa tej nazwy. Swój pierwszym mecz rozegrali 19 marca 2009 roku przeciwko New York Red Bulls wygrywając 3:0. Na stadionie wtedy zasiadło 32523 widzów.

## Historia
Seattle FC w  MLS grają od 2009 roku, jednak klub ten został założony 13 listopada 2007 roku. Ma on kontynuować tradycje dwóch poprzednich klubów  o nazwie Seattle Sounders: jednego z Ameryki Północnej grającego w Soccer League od 1974 do 1983 r. oraz Seattle Sounders z USL First Division od 1994 do 2008.
28 maja 2008 roku zespół znalazł sponsora głównego. Okazał się nim Microsoft i Xbox 360. Na mocy umowy obowiązującej od 28 maja 2008 roku przez następne pięć lat, klub Seattle Sounders FC ma otrzymać 20 milionów dolarów. A w zamian logo Xbox 360 ma znajdować się na całym przodzie koszulek w których grają piłkarze tego klubu, oraz na bilbordach wokół i na całym stadionie.
W 2013 roku do klubu została sprowadzona gwiazda Clint Dempsey. Zespół zapłacił za amerykańskiego gwiazdora 6,8 mln euro Tottenhamowi Hotspur. W sezonie 2016 klub wygrał MLS pokonując w finale Toronto FC w karnych 5:4.

## Stadion
Seattle Sounders FC rozgrywają swoje mecze na CenturyLink Field w Seattle. Stadion może pomieścić 67 000 osób, jest on zaprojektowany zarówno dla futbolu amerykańskiego i piłki nożnej.

## Skład
| Nr | Poz. | Piłkarz                 |
| -- | ---- | ----------------------- |
| 3  | PO   | Brad Evans              |
| 4  | OB   | Patrick Ianni           |
| 5  | OB   | Tyson Wahl              |
| 6  | PO   | Osvaldo Alonso          |
| 7  | OB   | Eddie Johnson           |
| 8  | OB   | Marc Burch              |
| 9  | NA   | Obafemi Martins         |
| 10 | NA   | Mauro Rosales (kapitan) |
| 11 | PO   | Steve Zakuani           |
| 12 | OB   | Nathan Sturgis          |
| 13 | NA   | Jarrod Smith            |

| Nr | Poz. | Piłkarz         |
| -- | ---- | --------------- |
| 15 | PO   | Stephen King    |
| 16 | NA   | David Estrada   |
| 17 | NA   | Fredy Montero   |
| 19 | OB   | Djimi Traoré    |
| 20 | OB   | Zach Scott      |
| 21 | OB   | Shalrie Joseph  |
| 23 | PO   | Sanna Nyassi    |
| 24 | NA   | Roger Levesque  |
|    | PO   | Gustav Svensson |
|    | BR   | Stefan Frei     |
|    | NA   | Hérculez Gómez  |